# 白日 (GRAPEVINEの曲)
『白日』（はくじつ）はGRAPEVINEの3枚目のシングルである。1998年9月2日発売。

## 解説
- アルバム『退屈の花』から約5ヶ月振りのリリース。

## 収録曲
1. 白日(作詞:田中和将/作曲:亀井亨)
NHK-FM「ミュージックスクエア」オープニングテーマ。
2. 嘘(作詞:田中和将/作曲:西原誠)